# AEL Limassol FC
El AEL Limassol FC (en griego: Αθλητική Ένωση Λεμεσού - ΑΕΛ, Athlitiki Enosi Lemesou - AEL; traducido al español como "Unión Atlética de Limasol") es un club polideportivo grecochipriota con sede en la ciudad de Limasol, en Chipre.
La principal actividad de AEL es el fútbol, pero también se practican otros deportes como baloncesto, voleibol, balonmano, bolos, ciclismo y equipos que participan en sus correspondientes ligas nacionales como en competiciones internacionales. Fue fundado en 1930 y juega en la Primera División Chipriota. Es uno de los equipos deportivos más exitosos de Chipre.El patrocinador del club es Meridian Sport.

## Entrenadores
| - Andreas Michaelides (2001-2002) - Giannis Matzourakis (2002-2003) - Henk Houwaart (2003-2004) - Oleh Protasov (2004-2005) - Andreas Michaelides (2005) - Bojan Prašnikar (2005) - Loizos Mavroudis (2006) - Panikos Orphanides (2006-2007) - Eli Guttman (2007) - Mariano Barreto (2007-2008) - Andreas Michaelides (2008) - Mihai Stoichiță (2009) - Nir Klinger (2009) - Dušan Uhrin, Jr. (2010) - Pavlos Savva (2010) - Mihai Stoichiță (2010-2011) - Raymond Atteveld (2011) | - Pambos Christodoulou (2011-2012) - Jorge Costa (2012-2013) - Lito Vidigal (2013) - Ivaylo Petev (2013–2014) - Christakis Christoforou (2014-2015) - Makis Chavos (2015-2016) - Pambos Christodoulou (2016-2017) - Bruno Baltazar (2017-2018) - Dusan Kerkes (2018-) |

## Presidentes
| Nombre               | Desde | Hasta |
| -------------------- | ----- | ----- |
| Stavros Pittas       | 1930  | 1932  |
| Kriton Tornaritis    | 1932  | 1934  |
| Yiangos Limanititis  | 1934  | 1953  |
| Nikos Solomonides    | 1953  | 1971  |
| Nikos Kountas        | 1971  | 1976  |
| Georgios Tornaritis  | 1976  | 1982  |
| Loris Lysiotis       | 1982  | 1996  |
| Dimitris Solomonides | 1996  | 2002  |
| Giorgos Frantzis     | 2002  | 2003  |
| Akis Ellinas         | 2003  | 2005  |
| Agis Agapiou         | 2005  | 2006  |
| Marios Herodotou     | 2006  | 2008  |
| Andгeas Sofocleous   | 2008  | –     |

## Estadísticas en competiciones UEFA
- Mayor goleada:
  - 6/07/2017, AEL  6-0  St. Joseph's,  Limassol
- Mayor derrota:
  - 26/09/1968, AEL  0-6  Real Madrid,  Madrid
  - 18/09/1968, Real Madrid  6-0  AEL,  Madrid
- Disputados en UEFA Champions League:  3
- Disputados en Recopa de la UEFA:  3
- Disputados en UEFA Europa League:  3
- Más partidos disputados: 12
  -  Marios Nikolaou
- Maximo goleador: 2
  -  Edwin Ouon
  -  Chris Dickson
  -  Vouho
  -  Dossa Júnior

## Palmarés

### Torneos nacionales
- Primera división de Chipre (6):

1940/41, 1952/53, 1954/55, 1955/56, 1967/68, 2011/12
- Copa de Chipre (7):

1939, 1940, 1948, 1985, 1987, 1989, 2019
- Supercopa de Chipre (4):

1953, 1968, 1985, 2015
- Copa Κ.Α.Σεβέρη (3):

1953, 1955, 1956

## Participación en competiciones de la UEFA
| Temporada | Torneo                        | Ronda            | Club                     | Ida | Vuelta | Global   |  |
| --------- | ----------------------------- | ---------------- | ------------------------ | --- | ------ | -------- |  |
| 1968–69   | European Cup                  | 1                | Real Madrid              | 0–6 | 0–6    | 0–12     |  |
|           |                               |                  |                          |     |        |          |  |
| 1985–86   | European Cup Winners' Cup     | 1                | FK Dukla Prague          | 2–2 | 0–4    | 2–6      |  |
|           |                               |                  |                          |     |        |          |  |
| 1987–88   | European Cup Winners' Cup     | Preliminar       | Dunajská Streda          | 0–1 | 1–5    | 1–6      |  |
|           |                               |                  |                          |     |        |          |  |
| 1989–90   | European Cup Winners' Cup     | 1                | Admira Wacker            | 0–3 | 1–0    | 1–3      |  |
|           |                               |                  |                          |     |        |          |  |
| 2002–03   | UEFA Cup                      | Clasificatoria   | Ferencváros              | 0–4 | 2–1    | 2–5      |  |
|           |                               |                  |                          |     |        |          |  |
| 2012–13   | UEFA Champions League         | Clasificatoria 2 | Linfield                 | 3–0 | 0–0    | 3–0      |  |
| 2012–13   | UEFA Champions League         | Clasificatoria 3 | Partizan                 | 1–0 | 1–0    | 2–0      |  |
| 2012–13   | UEFA Champions League         | Play-off         | Anderlecht               | 2–1 | 0–2    | 2–3      |  |
| 2012–13   | UEFA Europa League            | Grupo C          | Marseille                | 1–5 | 3–0    | 4º Lugar |  |
| 2012–13   | UEFA Europa League            | Grupo C          | Fenerbahçe               | 0–1 | 0–2    | 4º Lugar |  |
| 2012–13   | UEFA Europa League            | Grupo C          | Borussia Mönchengladbach | 0–0 | 0–2    | 4º Lugar |  |
|           |                               |                  |                          |     |        |          |  |
| 2014–15   | UEFA Champions League         | Clasificatoria 3 | Zenit St. Petersburg     | 1–0 | 0–3    | 1–3      |  |
| 2014–15   | UEFA Europa League            | Play-off         | Tottenham Hotspur        | 1–2 | 0–3    | 1–5      |  |
|           |                               |                  |                          |     |        |          |  |
| 2017–18   | UEFA Europa League            | Clasificatoria 1 | St Joseph's              | 4–0 | 6–0    | 10–0     |  |
| 2017–18   | UEFA Europa League            | Clasificatoria 2 | Progès Niederkorn        | 1–0 | 2–1    | 3–1      |  |
| 2017–18   | UEFA Europa League            | Clasificatoria 3 | Austria Wien             | 0–0 | 1–2    | 1–2      |  |
|           |                               |                  |                          |     |        |          |  |
| 2019–20   | UEFA Europa League            | Clasificatoria 2 | Aris                     | 0–1 | 0–0    | 0–1      |  |
|           |                               |                  |                          |     |        |          |  |
| 2021–22   | UEFA Europa Conference League | Clasificatoria 2 | Vllaznia                 | 1–0 | 1–0    | 2–0      |  |
| 2021–22   | UEFA Europa Conference League | Clasificatoria 3 | Qarabağ                  | 1–1 | 0–1    | 1–2      |  |